# Turismo na Bósnia e Herzegovina

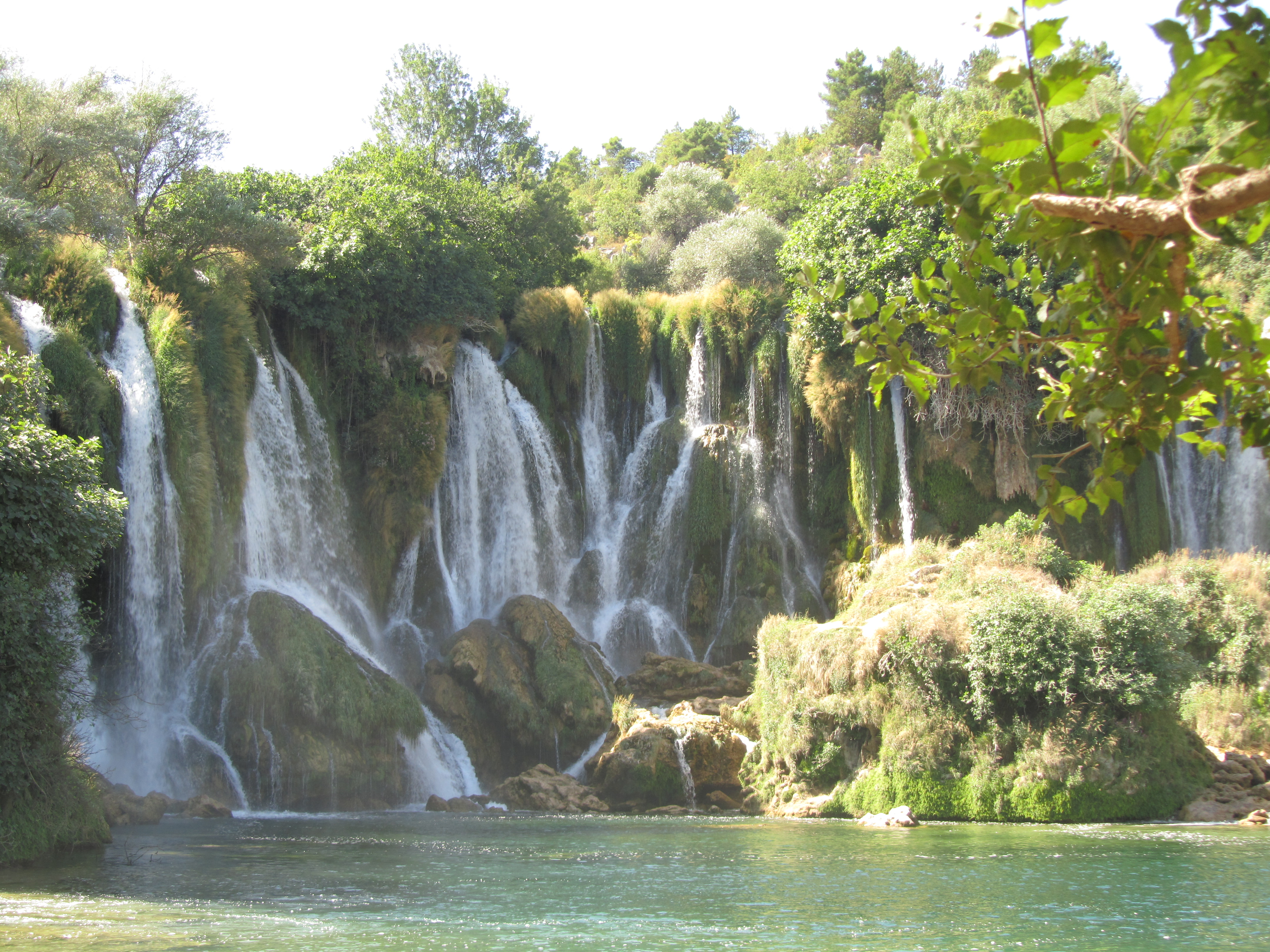
Quedas de água de Kravice

O Turismo na Bósnia e Herzegovina tem crescido uma média de 24% anualmente de 1995 a 2000 (360.758 em 2002). Os turistas que mais visitam o país vêm de Sérvia, Montenegro, Croácia, Eslovênia, Alemanha, Itália, Estados Unidos, Polônia, Grã-Bretanha, Áustria e Espanha.
O turismo em Sarajevo se concentra basicamente em aspectos históricos, religiosos e culturais. Mais recentemente, a cidade de Visoko teve um aumento incrível em seus turistas devido a suposta descoberta das Pirâmides da Bósnia, atraindo 10.000 turistas no primeiro fim-de-semana de junho de 2006.
Algumas das atrações turísticas na Bósnia e Herzegovina incluem:
- Sarajevo;
- Banja Luka
- Jajce
- Mostar
- Neum
- Višegrad
- Rio Una e a cidade de Bihać;
- Stolac; o bairro de Begovina e as tumbas de Radimlja
- Visoko (local das Pirâmides da Bósnia)
- Monte Bjelašnica e Jahorina (locais dos XIV Jogos Olímpicos de Inverno)

## Patrimônio Mundial da UNESCO na Bósnia e Herzegovina
- Velha Ponte de Mostar (Stari Most)

As chamadas Pirâmides das Bósnia estão sob estudo para entrada na listas de patrimônios mundiais.